# شهرستان ویتلند (مونتانا)
شهرستان ویتلند (به انگلیسی: Wheatland County, Montana) یک سکونتگاه مسکونی در ایالات متحده آمریکا است که در ایالت مونتانا واقع شده‌است.

## خصوصیات
شهرستان ویتلند ۳٬۶۹۸٫۵۲ کیلومترمربع مساحت دارد.